# 1962–1963-as kupagyőztesek Európa-kupája
A KEK 1962–1963-as szezonja volt a kupa harmadik kiírása. A győztes az angol Tottenham Hotspur lett, a csapat a címvédő Atlético Madridot győzte le a döntőben. Ez volt az első szezon, amikor angol klub vitte haza a trófeát.

## Selejtező
| 1. csapat                                | Össz.        | 2. csapat             | 1. mérk. | 2. mérk. |
| ---------------------------------------- | ------------ | --------------------- | -------- | -------- |
| OFK Beograd                              | 5–3          | SC Chemie Halle-Leuna | 2–0      | 3–3      |
| Újpesti Dózsa                            | 5–0          | Zagłębie Sosnowiec    | 5–0      | 0–0      |
| Bangor City FC                           | 3–3          | SSC Napoli            | 2–0      | 1–3      |
| Újrajátszás: 1–2, a Napoli jutott tovább |              |                       |          |          |
| Lausanne Sports                          | 5–4          | Sparta Rotterdam      | 3–0      | 2–4      |
| Rangers FC                               | 4–2          | Sevilla FC            | 4–0      | 0–2      |
| AS Saint-Étienne                         | 4–1          | Vitória FC            | 1–1      | 3–0      |
| Alliance Dudelange                       | 2–9          | Boldklubben 1909      | 1–1      | 1–8      |
| FC Steaua București                      | 4–7          | Botev Plovdiv         | 3–2      | 1–5      |
| Hibernians FC                            | Játék nélkül | Olimbiakósz           | –        | –        |

## Első forduló
| 1. csapat                                | Össz. | 2. csapat         | 1. mérk. | 2. mérk. |
| ---------------------------------------- | ----- | ----------------- | -------- | -------- |
| OFK Beograd                              | 7–4   | Portadown FC      | 5–1      | 2–3      |
| Újpesti Dózsa                            | 2–2   | SSC Napoli        | 1–1      | 1–1      |
| Újrajátszás: 1–3, a Napoli jutott tovább |       |                   |          |          |
| Lausanne Sports                          | 1–2   | Slovan Bratislava | 1–1      | 0–1      |
| Tottenham Hotspur                        | 8–4   | Rangers FC        | 5–2      | 3–2      |
| AS Saint-Étienne                         | 0–3   | 1. FC Nürnberg    | 0–0      | 0–3      |
| Grazer AK                                | 4–6   | Boldklubben 1909  | 1–1      | 3–5      |
| Shamrock Rovers                          | 0–5   | Botev Plovdiv     | 0–4      | 0–1      |
| Atlético Madrid                          | 5–0   | Hibernians FC     | 4–0      | 1–0      |

## Negyeddöntő
| 1. csapat                                 | Össz. | 2. csapat         | 1. mérk. | 2. mérk. |
| ----------------------------------------- | ----- | ----------------- | -------- | -------- |
| OFK Beograd                               | 3–3   | SSC Napoli        | 2–0      | 1–3      |
| Újrajátszás: 3–1, a Beograd jutott tovább |       |                   |          |          |
| Slovan Bratislava                         | 2–6   | Tottenham Hotspur | 2–0      | 0–6      |
| 1. FC Nürnberg                            | 7–0   | Boldklubben 1909  | 1–0      | 6–0      |
| Botev Plovdiv                             | 1–5   | Atlético Madrid   | 1–1      | 0–4      |

## Elődöntő
| 1. csapat      | Össz. | 2. csapat         | 1. mérk. | 2. mérk. |
| -------------- | ----- | ----------------- | -------- | -------- |
| OFK Beograd    | 2–5   | Tottenham Hotspur | 1–2      | 1–3      |
| 1. FC Nürnberg | 2–3   | Atlético Madrid   | 2–1      | 0–2      |

## Döntő
| 1963. május 15. 17:00 |

| Tottenham Hotspur                       | 5–1   | Atlético Madrid       |
| --------------------------------------- | ----- | --------------------- |
| Greaves 16' 80' White 35' Dyson 67' 85' | (2–0) | Collar 47' (11-esből) |

| Feijenoord Stadion, Rotterdam Nézőszám: 49 000 Játékvezető: Andries van Leeuwen (holland) |

| Az 1962–1963-as kupagyőztesek Európa-kupája győztese |
| ---------------------------------------------------- |
| Tottenham Hotspur 1. cím                             |

## Lásd még
- 1962–1963-as vásárvárosok kupája
- 1962–1963-as bajnokcsapatok Európa-kupája